# Chambley-Bussières
Pour les articles homonymes, voir Bussières.
Ne doit pas être confondu avec Chambrey.
Chambley-Bussières est une commune française de Lorraine située dans le département de Meurthe-et-Moselle en région Grand Est. Ses habitants sont appelés les Chambleysiens.
Le territoire de la commune est situé dans le parc naturel régional de Lorraine.
La commune est connue pour le Mondial Air Ballons, le plus grand rassemblement de montgolfières au monde qui se tient les années impaires, fin juillet. Ce rassemblement détient le record, établi le 28 juillet 2017, de 456 montgolfières alignées simultanément.

## Géographie

### Localisation
Le territoire de la commune est limitrophe de ceux de huit communes, dont deux dans le département de la Moselle :
| Puxieux   | Tronville              | Vionville Moselle |
| Xonville  | Chambley-Bussières     | Gorze Moselle     |
| Hagéville | Saint-Julien-lès-Gorze | Onville, Waville  |

### Hydrographie

#### Réseau hydrographique
La commune est dans le bassin versant du Rhin au sein du bassin Rhin-Meuse. Elle est drainée par le ruisseau de Gorze,.
Le ruisseau de Gorze, d'une longueur de 18 km, prend sa source dans la commune de Rezonville-Vionville et se jette  dans la Moselle à Novéant-sur-Moselle, après avoir traversé cinq communes.

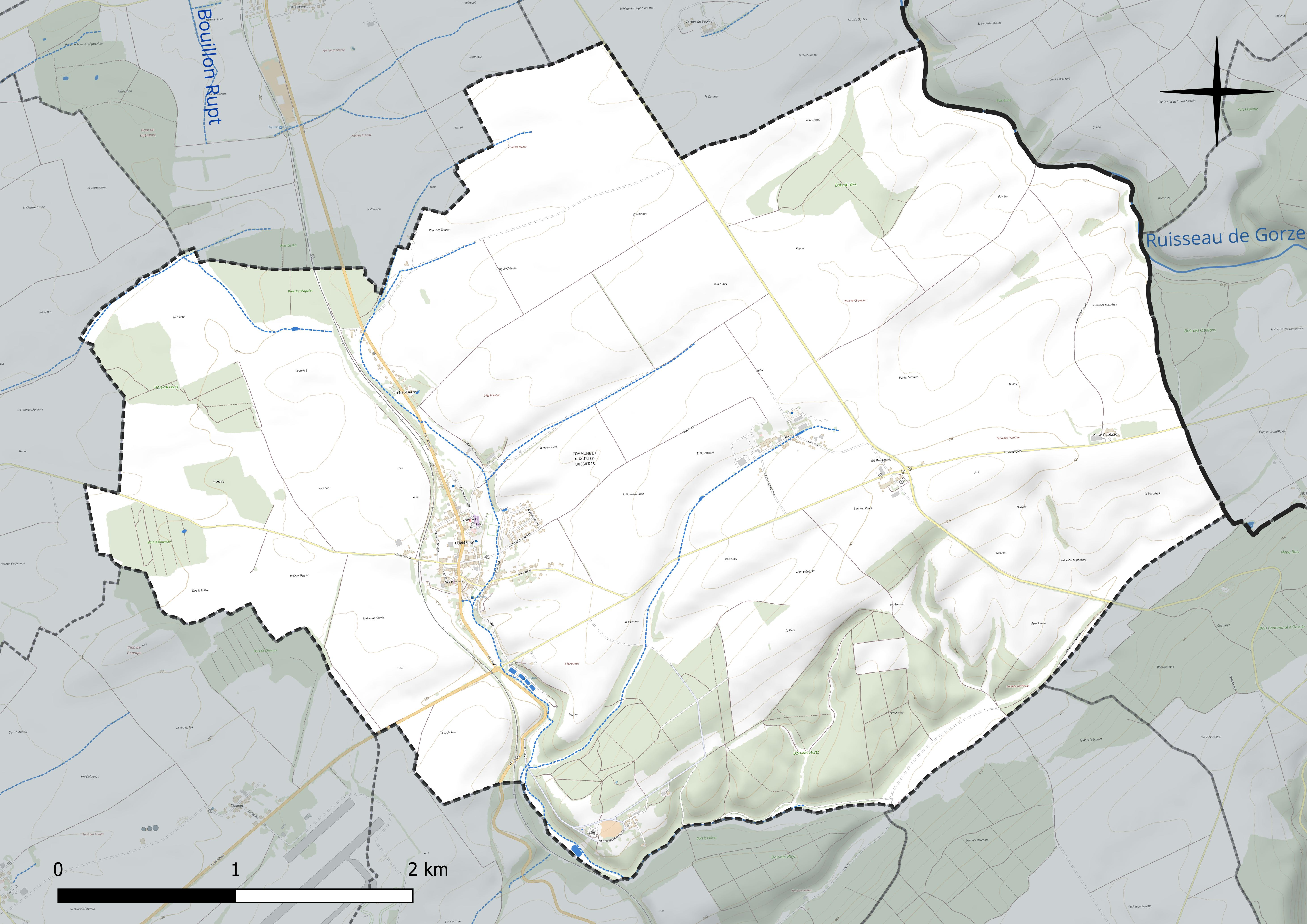
Réseau hydrographique de Chambley-Bussières.

#### Gestion et qualité des eaux
Le territoire communal est couvert par le schéma d'aménagement et de gestion des eaux (SAGE) « Rupt de Mad, Esch, Trey ». Ce document de planification concerne les bassins versants du Rupt de Mad, de l’Esch et du Trey. Le périmètre a été arrêté le 2 juin 2014, la commission locale de l'eau (CLE) a été créée le 20 juin 2017, puis modifiée le 26 mars 20210. La structure porteuse de l'élaboration et de la mise en œuvre est le Parc naturel régional de Lorraine.
La qualité des cours d’eau peut être consultée sur un site spécial géré par les agences de l’eau et l’Agence française pour la biodiversité.

### Climat
Pour des articles plus généraux, voir Climat du Grand Est et Climat de Meurthe-et-Moselle.
En 2010, le climat de la commune est de type climat des marges montargnardes, selon une étude du Centre national de la recherche scientifique s'appuyant sur une série de données couvrant la période 1971-2000. En 2020, Météo-France publie une typologie des climats de la France métropolitaine dans laquelle la commune est exposée à un climat semi-continental et est dans la région climatique Lorraine, plateau de Langres, Morvan, caractérisée par un hiver rude (1,5 °C), des vents modérés et des brouillards fréquents en automne et hiver.
Pour la période 1971-2000, la température annuelle moyenne est de 9,5 °C, avec une amplitude thermique annuelle de 16,7 °C. Le cumul annuel moyen de précipitations est de 830 mm, avec 12,6 jours de précipitations en janvier et 9,2 jours en juillet. Pour la période 1991-2020, la température moyenne annuelle observée sur la station météorologique de Météo-France la plus proche, « Doncourt-lès-Conflans », sur la commune de Doncourt-lès-Conflans à 11 km à vol d'oiseau, est de 10,7 °C et le cumul annuel moyen de précipitations est de 710,3 mm. 
La température maximale relevée sur cette station est de 40,9 °C, atteinte le 25 juillet 2019 ; la température minimale est de −16,5 °C, atteinte le 26 décembre 2010,,.
Les paramètres climatiques de la commune ont été estimés pour le milieu du siècle (2041-2070) selon différents scénarios d'émission de gaz à effet de serre à partir des nouvelles projections climatiques de référence DRIAS-2020. Ils sont consultables sur un site spécial publié par Météo-France en novembre 2022.

### Milieux naturels et biodiversité

#### Espace protégé et géré
La protection réglementaire est le mode d’intervention le plus fort pour préserver des espaces naturels remarquables et leur biodiversité associée.
Dans ce cadre, la commune fait partie d'un espace protégé : le parc naturel régional de Lorraine, d’une superficie de 210 805 hectares réparties sur 183 communes.

#### Zone naturelle d'intérêt écologique, faunistique et floristique
L’inventaire des zones naturelles d'intérêt écologique, faunistique et floristique (ZNIEFF) a pour objectif de réaliser une couverture des zones les plus intéressantes sur le plan écologique, essentiellement dans la perspective d’améliorer la connaissance du patrimoine naturel national et de fournir aux différents décideurs un outil d’aide à la prise en compte de l’environnement dans l’aménagement du territoire.
Le territoire communal comprend une ZNIEFF de type 2 : les coteaux calcalires du rupt de Mad au Pays messin, d’une superficie de 15 180 hectares et d'une altitude variant de 188  à   322 mètres.

## Urbanisme

### Typologie
Au 1er janvier 2024, Chambley-Bussières est catégorisée commune rurale à habitat dispersé, selon la nouvelle grille communale de densité à sept niveaux définie par l'Insee en 2022.
Elle est située hors unité urbaine. Par ailleurs la commune fait partie de l'aire d'attraction de Metz, dont elle est une commune de la couronne,. Cette aire, qui regroupe 245 communes, est catégorisée dans les aires de 200 000 à moins de 700 000 habitants,.

### Occupation des sols
L'occupation des sols de la commune, telle qu'elle ressort de la base de données européenne d’occupation biophysique des sols Corine Land Cover (CLC), est marquée par l'importance des territoires agricoles (80,4 % en 2018), une proportion sensiblement équivalente à celle de 1990 (80,8 %). La répartition détaillée en 2018 est la suivante : 
terres arables (80,4 %), forêts (17,5 %), zones urbanisées (2 %). L'évolution de l’occupation des sols de la commune et de ses infrastructures peut être observée sur les différentes représentations cartographiques du territoire : la carte de Cassini (XVIIIe siècle), la carte d'état-major (1820-1866) et les cartes ou photos aériennes de l'IGN pour la période actuelle (1950 à aujourd'hui).

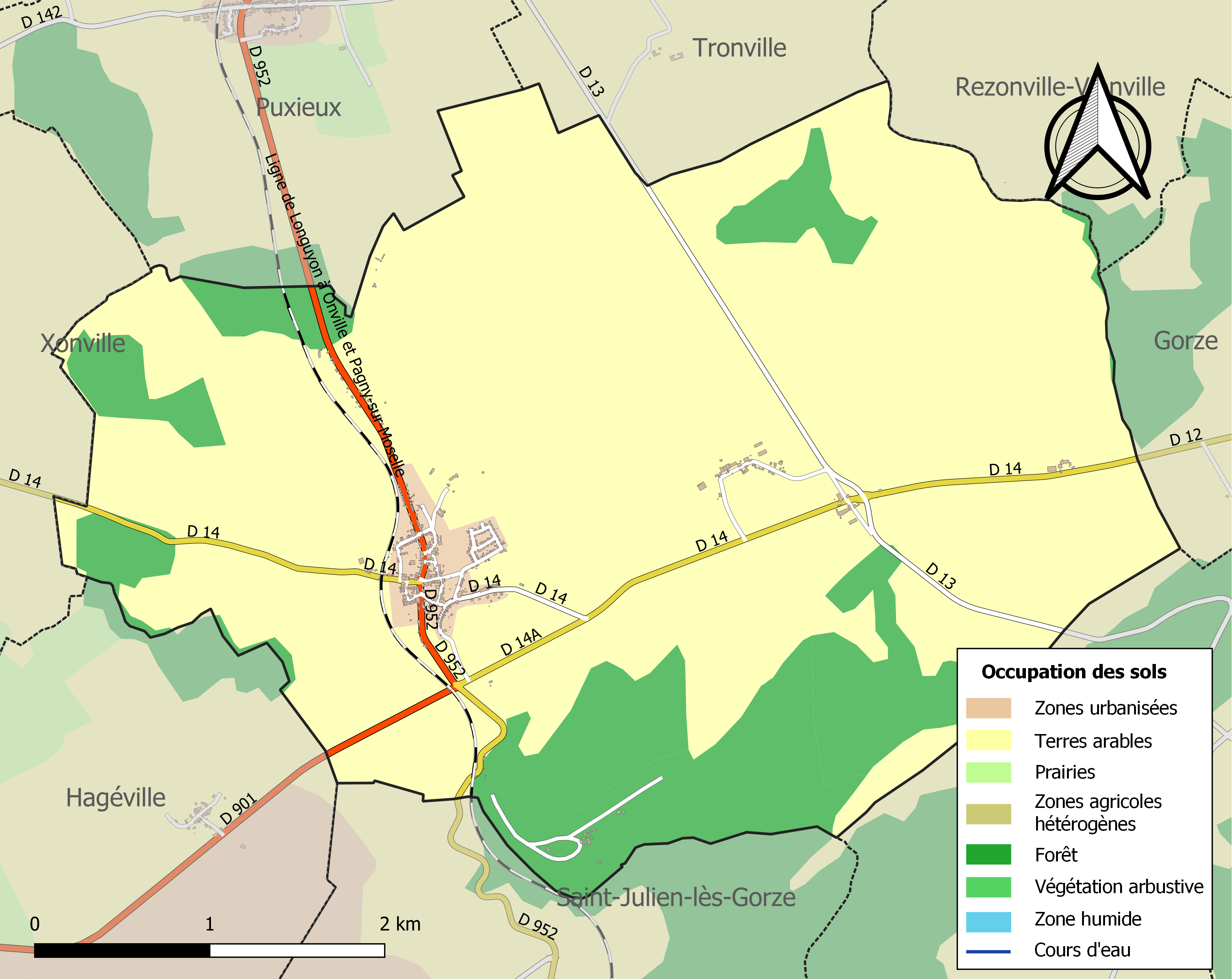
Carte des infrastructures et de l'occupation des sols de la commune en 2018 (CLC).

## Toponymie
Chambley est attesté sous les formes Chambleirs (1185) ; Chamblers (1263) ; Chambrey (1296) ; Chambles (1351) ; Chambleis (1425) ; Chamblé (1429) ; Chamblay (1442) ; Chambellay, Chambeillée (1437) ; Chamblei (1478) ; Chambleyum, Chambeyum (1544) ; Chambly (1585) ; Chambledz, Chambled, Chamblez (1636) ; Chambley (1793 et 1801) ; puis Chambley-Bussières depuis 1961.
Bussières, ancien hameau, est attesté sous les formes Villa Bucsarias (745) ; Finis Buxarensis (761) ; Buxeriœ (1192) ; Bussière-devant-Chamblei (1425) ; Bouxier (1499) ; Burseriis, Busseriis, Bussières, Bouxières (1544).

Bussières désigne un lieu où pousse le buis. Le latin buxus avec le suffixe, à sens collectif, -aria a formé des noms de lieux dès l'époque romane.

### Lieux et écarts
Bussières et les Baraques.

## Histoire
Présence barbare d'époque gallo-romaine (2e) : vestiges de constructions gallo-romaines. Village de l'ancienne province des Trois-Évêchés. Ancienne base de l'OTAN (Chambley-Bussières Air Base).
Cette commune fut un village-frontière avec l'Allemagne entre 1871 et 1918. Le 2 août 1914 le VIe corps d'armée français s'étalait tout au long de la frontière, ce jour-là, la déclaration de guerre était officielle. À Chambley, la 83e brigade d'infanterie française cantonnait.

## Politique et administration

### Découpage territorial
La commune se trouve, depuis 2023, dans l'arrondissement de Toul du département de Meurthe-et-Moselle, auparavant, en 1801, elle se trouvait dans l'arrondissement de Metz, puis depuis 1871 dans l'arrondissement de Val-de-Briey.
Par arrêté préfectoral de la région Grand-Est en date du 9 décembre 2022, la commune de Chambley-Bussières a intégré l'arrondissement de Toul au 1er janvier 2023.

#### Commune et intercommunalités
La commune est membre de la communauté de communes Mad et Moselle. La communauté de communes est créée au 1er janvier 2017 par arrêté du 12 décembre 2016. Elle est formée par fusion de la communauté de communes du Val de Moselle (Moselle) et de la communauté de communes du Chardon Lorrain (Meurthe-et-Moselle), étendue à la commune d'Hamonville, issue de la communauté de communes du Toulois.

#### Circonscriptions administratives
La commune est rattachée au canton de Jarny. Avant le redécoupage cantonal de 2014, elle était, depuis 1961, rattachée au canton de Chambley-Bussières.

#### Circonscriptions électorales
Pour l'élection des députés, la commune fait partie de la sixième circonscription du Pas-de-Calais.

### Élections municipales et communautaires

#### Liste des maires
| Période                                  | Période      | Identité          | Étiquette | Qualité |
| ---------------------------------------- | ------------ | ----------------- | --------- | ------- |
| Les données manquantes sont à compléter. |              |                   |           |         |
| mars 2001                                | mars 2008    | Jean Libotte      |           |         |
| mars 2008                                | juillet 2020 | Lise Roseleur     |           |         |
| juillet 2020                             | En cours     | Sébastien Berrois |           |         |

## Population et société

### Démographie
Les habitants sont appelés les Chambleysiens.
L'évolution du nombre d'habitants est connue à travers les recensements de la population effectués dans la commune depuis 1793. Pour les communes de moins de 10 000 habitants, une enquête de recensement portant sur toute la population est réalisée tous les cinq ans, les populations de référence des années intermédiaires étant quant à elles estimées par interpolation ou extrapolation. Pour la commune, le premier recensement exhaustif entrant dans le cadre du nouveau dispositif a été réalisé en 2004.

En 2022, la commune comptait 732 habitants, en évolution de +6,09 % par rapport à 2016 (Meurthe-et-Moselle : −0,13 %, France hors Mayotte : +2,11 %).
| 1793 | 1800 | 1806 | 1821 | 1836 | 1841 | 1861 | 1866 | 1872 |
| ---- | ---- | ---- | ---- | ---- | ---- | ---- | ---- | ---- |
| 473  | 434  | 468  | 468  | 568  | 564  | 614  | 584  | 562  |

| 1876 | 1881 | 1886 | 1891 | 1896 | 1901 | 1906 | 1911 | 1921 |
| ---- | ---- | ---- | ---- | ---- | ---- | ---- | ---- | ---- |
| 685  | 678  | 632  | 632  | 603  | 575  | 550  | 568  | 514  |

| 1926 | 1931 | 1936 | 1946 | 1954 | 1962 | 1968 | 1975 | 1982 |
| ---- | ---- | ---- | ---- | ---- | ---- | ---- | ---- | ---- |
| 538  | 533  | 546  | 549  | 627  | 554  | 540  | 477  | 466  |

| 1990 | 1999 | 2004 | 2006 | 2009 | 2014 | 2019 | 2022 | - |
| ---- | ---- | ---- | ---- | ---- | ---- | ---- | ---- | - |
| 418  | 428  | 429  | 445  | 600  | 669  | 706  | 732  | - |

## Culture locale et patrimoine

### Lieux et monuments

#### Édifices civils

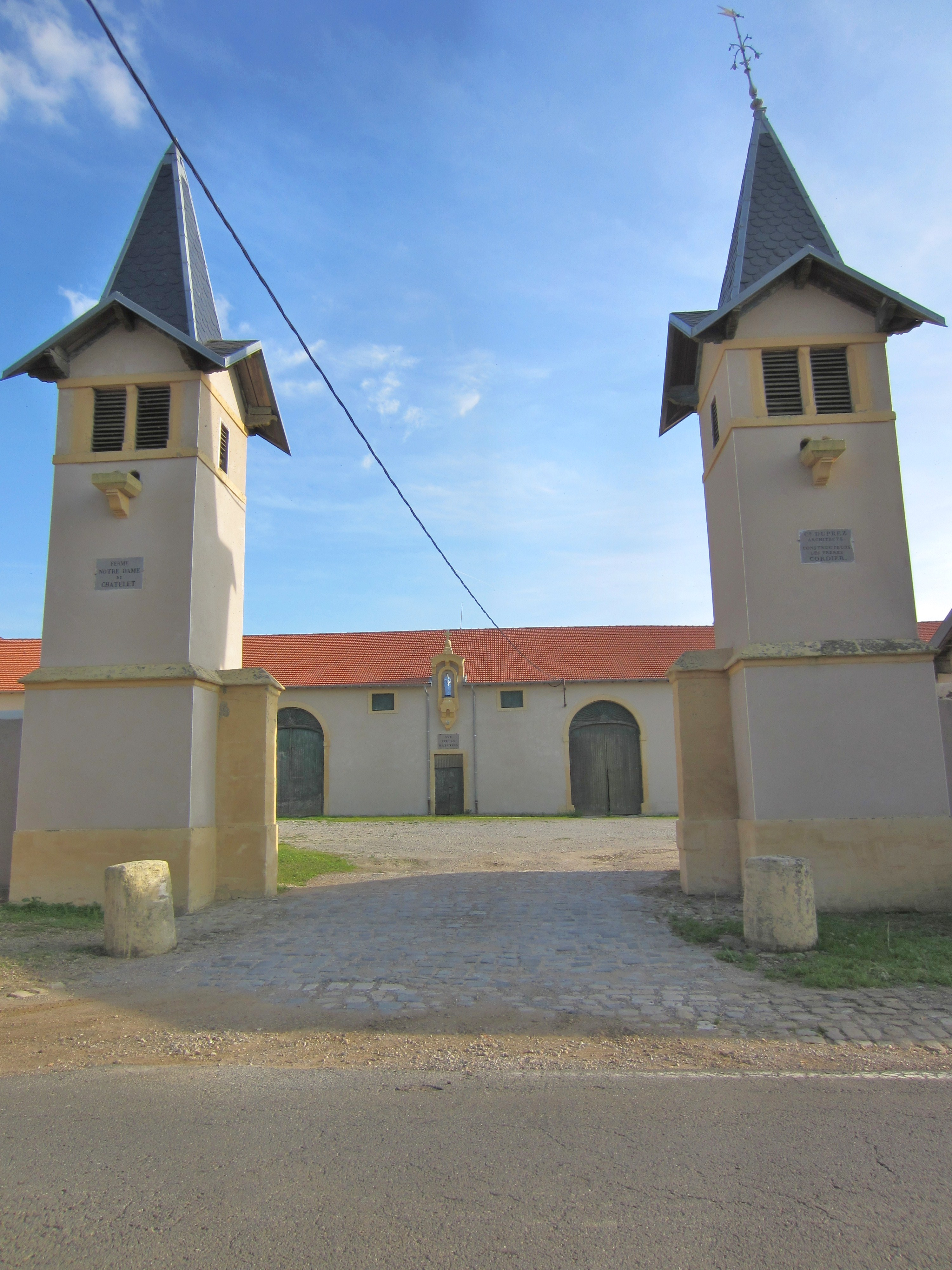
La ferme notre dame du castelet.

- Le château des Harts, construit de 1897 à 1900, détruit en 1915 et reconstruit modestement de 1919 à 1923.
- Le château fort, propriété des Chambley au Moyen Âge ; passé par mariage, au milieu du XVe siècle, à la famille de Haraucourt ; puis par donation, en 1727, à la famille du châtelet qui le conserva jusqu'à la Révolution, le château fut assiégé en 1636, au cours de la guerre de Trente Ans, par Abraham de Fabert, futur maréchal de France ; il en subsistait encore au XIXe siècle des vestiges des murailles et la trace des fossés.
- La ferme notre dame du castelet.

#### Édifices religieux
- L'église paroissiale Saint-Rémy[31] XIXe siècle reconstruite après la guerre de 1914-1918.
- L'église paroissiale de la-Nativité-de-la-Vierge à Bussières[31]. Église XVe siècle ? ; agrandie XVIIIe siècle, tour XVIIIe siècle ; restaurée au XIXe siècle, sacristie XIXe siècle.

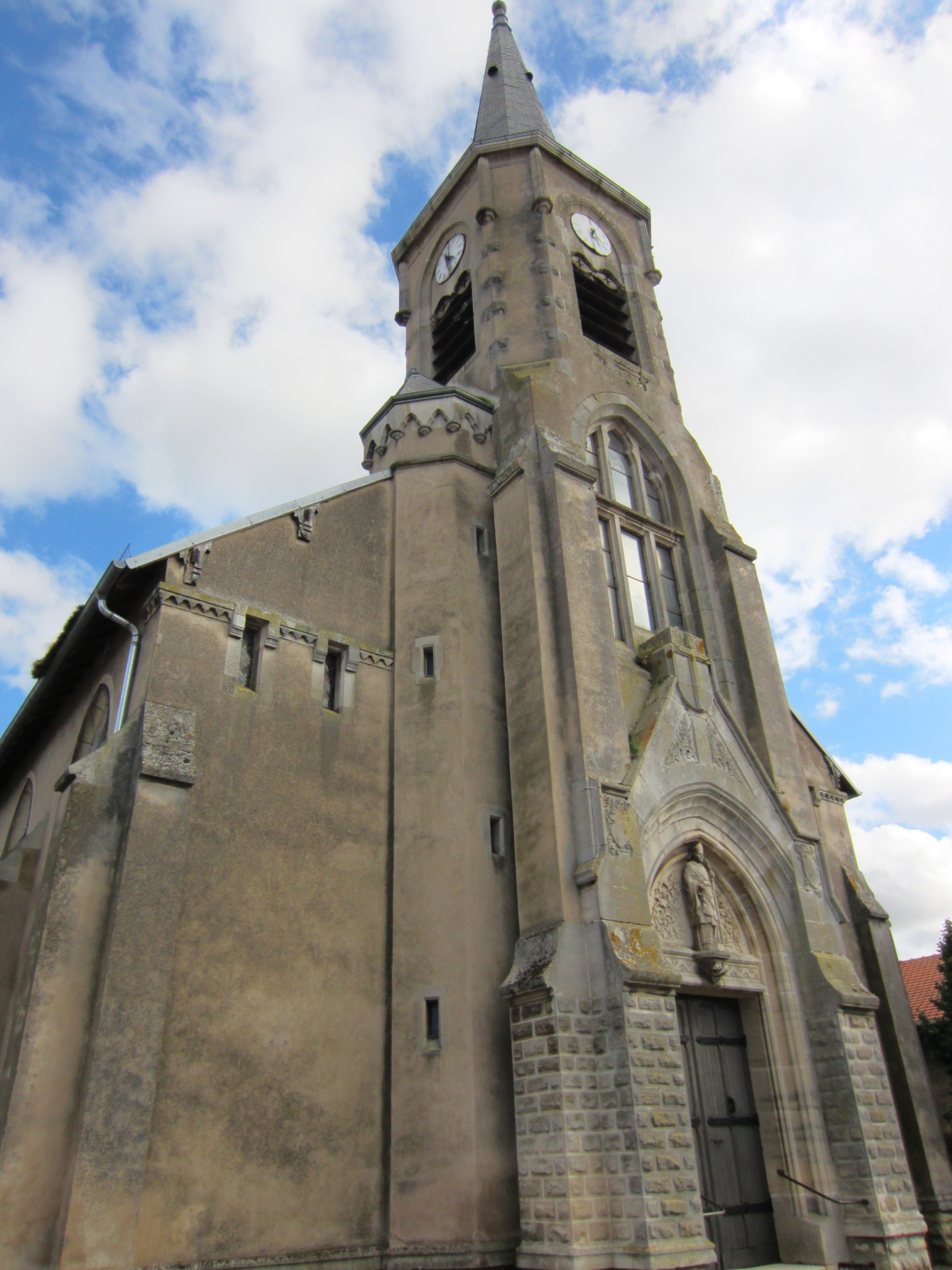
L'église Saint-Remy.
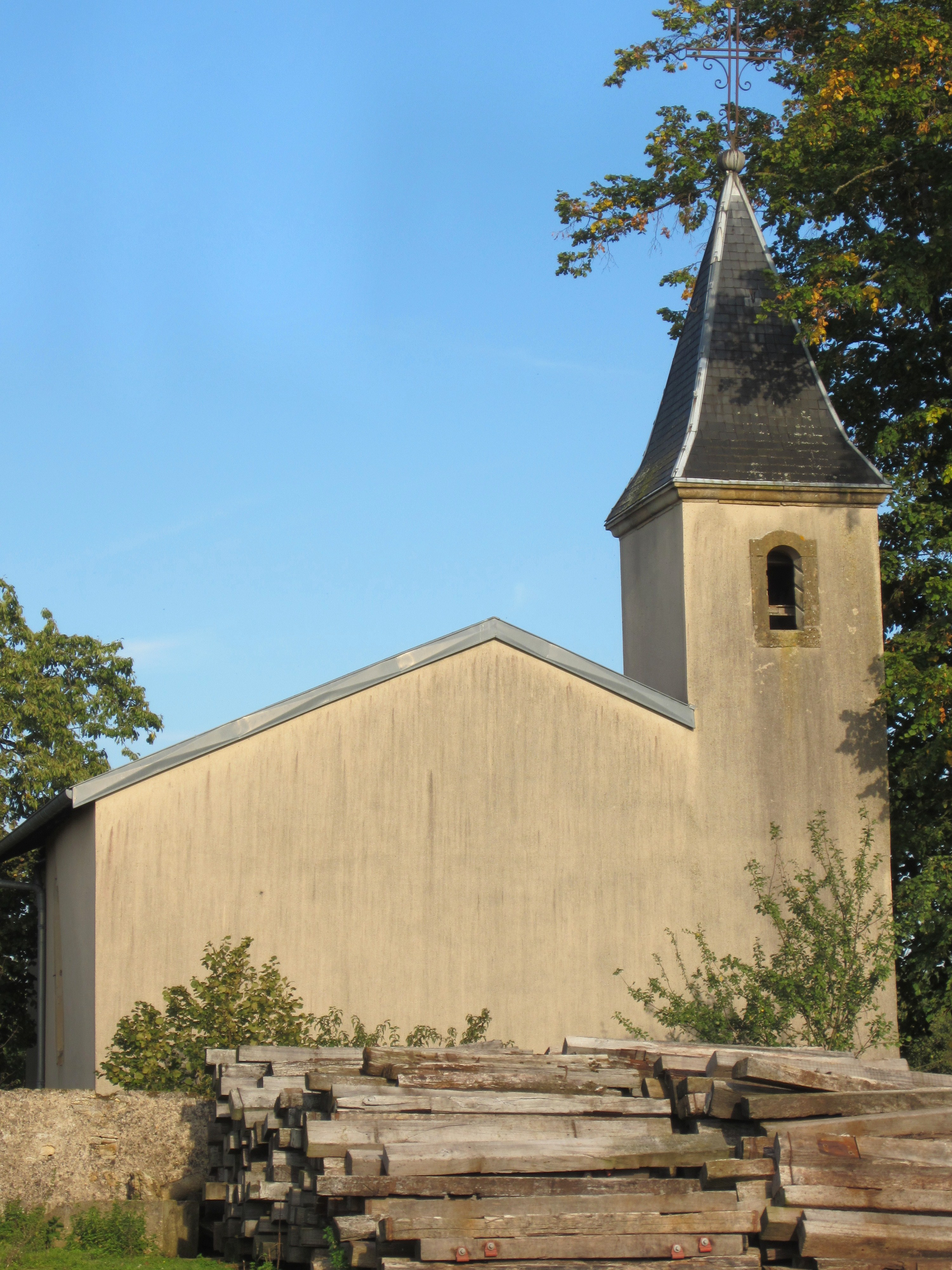
L'église de la-Nativité-de-la-Vierge

#### Base de Chambley
De manière permanente, l'ancienne base américaine de l'OTAN de Chambley accueille le Club "ULM Sport et loisirs" qui a déjà plus de 20 ans d'existence.
Il comporte également une école de pilotage et une école de conduite qui organisent stages de formation aux risques routiers et stages liés aux sports et loisirs mécaniques.
Tout au long de l'année, elle est aussi l'hôte de nombreuses manifestations sportives (Dragster, et le célèbre Mondial Air Ballons...).
Un circuit est construit en 2009, appelé le circuit de Chambley.

### Personnalités liées à la commune
- Jacques-Nicolas Husson (16 février 1754, Chambley - 14 février 1810, Briey), homme politique.
- Michael Collins, astronaute américain, membre de l'équipage de la mission Apollo 11, dont l'objectif était d'amener un équipage sur la lune et de le ramener sur terre. Il est commandant en second de la base de Chambley, s'est marié dans la commune en 1957, puis une deuxième fois en 1967.

### Héraldique, logotype et devise
| Blason de Chambley-Bussières | Blason  | De sable à la croix d'argent cantonnée de quatre fleurs de lis d'or. Ornements extérieursCroix de guerre 1914-1918 |
| Blason de Chambley-Bussières | Détails | Le statut officiel du blason reste à déterminer.                                                                   |